# Jonas Dalsgaard
Jonas Dalsgaard ist ein ehemaliger dänischer Basketballspieler.

## Werdegang
In der Saison 1989/90 spielte der 2,02 Meter große Dalsgaard in den Vereinigten Staaten für die Hochschulmannschaft des Palm Beach Community College. 1991 gehörte er zur Mannschaft, die mit dem Hørsholm BBK den ersten dänischen Meistertitel der Vereinsgeschichte gewann. Dalsgaard war dänischer Nationalspieler (56 A-Länderspiele), zählte unter anderem zur Auswahl, die 1991 an der EM-Qualifikation teilnahm.
Sein Sohn Sebastian spielte später ebenfalls für Hørsholm in der ersten dänischen Liga.